# Ligier JS35
La Ligier JS35 è una monoposto di Formula 1, costruita dalla scuderia francese Ligier per partecipare al Campionato mondiale di Formula 1 1991. La vettura era dotata di un motore V12 fornito dalla Lamborghini.
Durante la stagione la vettura è stata aggiornata e chiamata Ligier JS35B. Il suo miglior risultato in gara è stato il settimo posto ottenuto in due gran premi.